# Геноцид
Геноци́д (від грец. γένος — рід, плем'я та лат. caedo — вбиваю) — цілеспрямовані дії з метою повного або часткового знищення національних, етнічних, расових груп населення чи народів (в першопочатковій версії Рафала Лемкіна також політичних та культурних груп).
Актом геноциду вважається:
- вбивство членів цієї групи;
- нанесення тяжких тілесних або таких, що призводять до психічного розладу, членам такої групи;
- створення членам групи умов, які розраховані на повне чи часткове її знищення;
- дії на унеможливлення народження дітей в середовищі групи;
- насильницька передача дітей від цієї групи іншій групі.[3]

## Етимологія
Рафал Лемкін у своїй праці «Axis Rule in Occupied Europe» (1944) (укр. «Правління держав „Вісі“ в окупованій Європі») ввів термін «геноцид», скомбінувавши грецьке «Genos» (γένος) — «народ» і латинське «cīdere» — «вбивати».
Лемкін визначає геноцид у такий спосіб: «Взагалі кажучи, геноцид не означає негайне знищення нації, крім випадків, коли здійснюються масові вбивства всіх членів нації. Термін скоріше означає скоординований план дій, спрямованих на знищення суттєвих основ життя національних груп з метою їхнього знищення. Метою геноциїдального плану є розпад політичних і соціальних інститутів, культури, мови, національних почуттів, релігії та економічного існування національних груп, а також знищення особистої безпеки, свободи, здоров'я, гідності та навіть життя осіб, що належать до таких груп».
У преамбулі до Конвенції про геноцид («CPPCG») зазначається, що випадки геноциду мали місце протягом всієї історії, але терміна «геноцид» не існувало, доки Лемкін не ввів його і на Нюрнберзькому судовому процесі не почалося переслідування осіб, винних у Голокості, який Організація Об'єднаних Націй визначила як злочин геноциду в рамках міжнародного права в «Конвенції про геноцид».
Лемкін був близьким родичем жертв геноциду, він втратив 49 родичів під час Голокосту. Однак його робота з визначення геноциду як злочину належить до 1933 року, і це було спричинено Сумаїльською різаниною в Іраку.
Під час інтерв'ю з Лемкіним інтерв'юер запитав його, чому він зацікавився геноцидом. Лемкін відповів: «.. Я зацікавився темою
геноциду тому, що він траплявся багато разів. Це сталося з вірменами, після цього Гітлер почав діяти».

## Визначення терміна в українському та міжнародному праві
Після прийняття Резолюції ООН кримінальне законодавство багатьох держав містить визначення та заборону геноциду.
В Україні згідно з Кримінальним кодексом від 2001 року є стаття 442. Геноцид:
1. Геноцид, тобто діяння, умисно вчинене з метою повного або часткового знищення будь-якої національної, етнічної, расової чи релігійної групи шляхом позбавлення життя членів такої групи чи заподіяння їм тяжких тілесних ушкоджень, створення для групи життєвих умов, розрахованих на повне чи часткове її фізичне знищення, скорочення дітонародження чи запобігання йому в такій групі або шляхом насильницької передачі дітей з однієї групи в іншу, — карається позбавленням волі на строк від десяти до п'ятнадцяти років або довічним позбавленням волі.
2. Публічні заклики до геноциду, а також виготовлення матеріалів із закликами до геноциду з метою їх розповсюдження або розповсюдження таких матеріалів — караються арештом на термін до шести місяців або позбавленням волі на термін до п'яти років.

Таким чином «Умисне вбивство двох або більше осіб з метою повного або часткового знищення будь-якої національної, етнічної, расової чи релігійної групи утворює склад геноциду і потребує кваліфікації за
ч. 1 ст. 442 КК».
Геноцид, як міжнародний злочин вперше було визначено в Міжнародній Резолюції ООН 1946 року. У 1948 році було ухвалено «Конвенцію про попередження і покарання злочину геноциду». Також формулювання геноциду закріплене в ст. 6 Римського Статуту МКС (Міжнародного кримінального Суду).
Геноцид — крайня форма дискримінації. Геноцид може виникати як під час збройного конфлікту, так і в мирний час.
Міжнародний Суд ООН наголошує, що Конвенція містить принципи міжнародного звичаєвого права, тобто, незалежно від того, чи держава ратифікувала конвенцію про геноцид, відступ від принципів Конвенції не дозволяється.
З 1948 геноцид вважається міжнародним злочином, але в обмеженому розумінні (Конвенція, Стаття II [Архівовано 16 жовтня 2018 у Wayback Machine.]). Офіційна політика винищення у Радянському Союзі за класовим чи соціальним походженням (куркулів, офіцерів тощо) була частково винесена за дужки цього означення геноциду. Проте в початковій версії Конвенції (1946 р.) визначення геноциду включало також злочини, здійснені з політичних мотивів, але згодом вони були вилучені під тиском Радянського Союзу. Водночас за часів Сталіна щодо українців проводилися цілеспрямовані дії з метою їх повного або часткового знищення (або знешкодження) саме за етнічними (національними) мотивами.

## Проблеми тлумачення терміна «геноцид»
Однією з проблем застосування терміна «геноцид» є вузькість поняття, яке закріплене юридично. Також, застосування терміна «геноцид» має бути обґрунтоване з боку наміреності вчинити акт геноциду, так як акт геноциду — спланована дія. Крім того, не існує правової ієрархії, що врегульовує місце злочин геноциду в порівнянні із злочинами проти людства.
Британський професор права Філіпп Сендс зазначає:
«Головна різниця між злочинами проти людяності й геноцидом така: злочини проти людяності — це убивство великої кількості людей. Систематичне масове убивство великої кількості людей розглядатиметься як злочин проти людяності. А геноцид зосереджується на іншому. Геноцид — це не вбивство окремих осіб, а винищення груп, іншими словами, великої кількості людей, які складають певну групу. Ці два поняття мають різні призначення. Одне має на меті захист особистості, а інше — захист групи.»
Різнобій у тлумаченні геноциду призводить до застосування додаткових термінів на позначення актів геноциду: лінгвоцид, етноцид, урбоцид, культурний геноцид. Існують також відмінності тлумачення геноциду між різними країнами, особливо між тими, що є правонаступниками держав, влада яких вчиняла геноцид, та тими, людність яких зазнала геноциду.

## Факти геноциду в історії
- Геноцид індіанців (від кінця XV ст. — часу відкриття європейцями Америки).
- Геноцид черкеського народу (1763–1864) в ході Кавказьких воєн.
- Геноцид гереро і нама (1904–1907).
- Геноцид ассирійців у Туреччині (1914–1925).
- Геноцид вірмен в Туреччині (1915–1923) під час та після Першої світової війни.
- Геноцид понтійських греків у Туреччині (1914–1923).
- Геноцид українців (1932–1933) тоталітарним комуністичним режимом в СРСР.
- Голокост (1939–1945) — геноцид євреїв нацистами Німеччини під час Другої світової війни.
- Геноцид ромів (1935—1945) під час Другої світової війни.
- Масові вбивства мирного населення комуністичним режимом червоних кхмерів Камбоджі (1975–1979).
- Радянсько-афганська війна (1979—1989) — унаслідок війни загинуло 1,5 млн афганців або 10 % з числа тодішнього населення Афганістану.
- Геноцид у Руанді (тутсі та хуту) (1994) — найважчий після світових війн.
- Геноцид у Сребрениці (1995) — злочин сербських сил проти боснійського мирного населення.
- Дарфурський конфлікт (Судан, 2004, 2007) — міжетнічний конфлікт в суданському регіоні Дарфур з проявами геноциду.
- Геноцид уйгурів (Сіньцзянь, КНР) — серія порушень прав людини, які уряд Китаю вчиняє проти уйгурів.
- Геноцид у Бучі  (Київська область, Україна, 2022) — наслідок вторгнення на територію російського війська.
- Геноцид українців у Маріуполі (Донецька область, 2022) — наслідок оточення та блокування Маріуполя

## Геноцид як злочин

### Міжнародне право

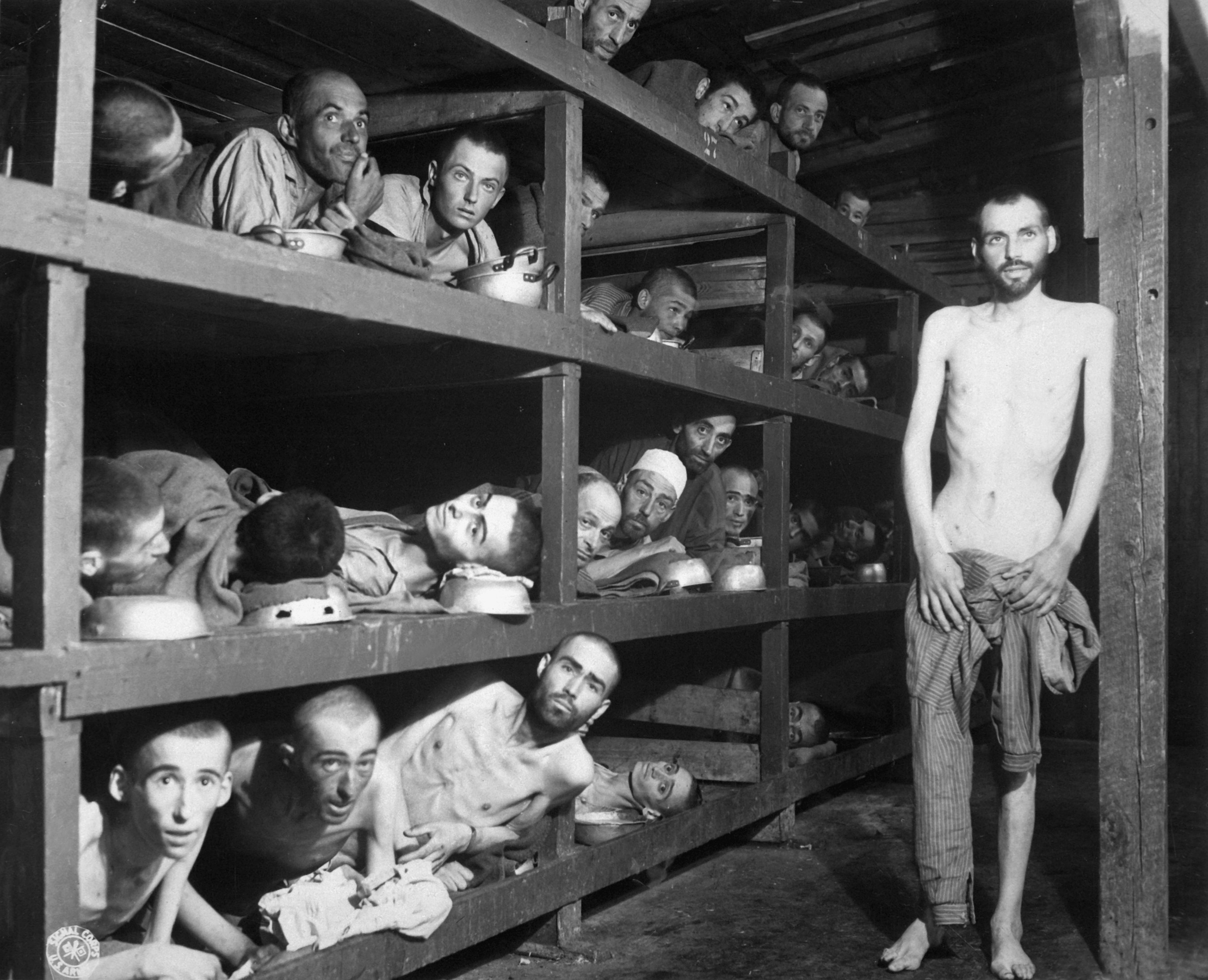
Бухенвальд не був табором знищення, хоча йому приписують величезне число смертей

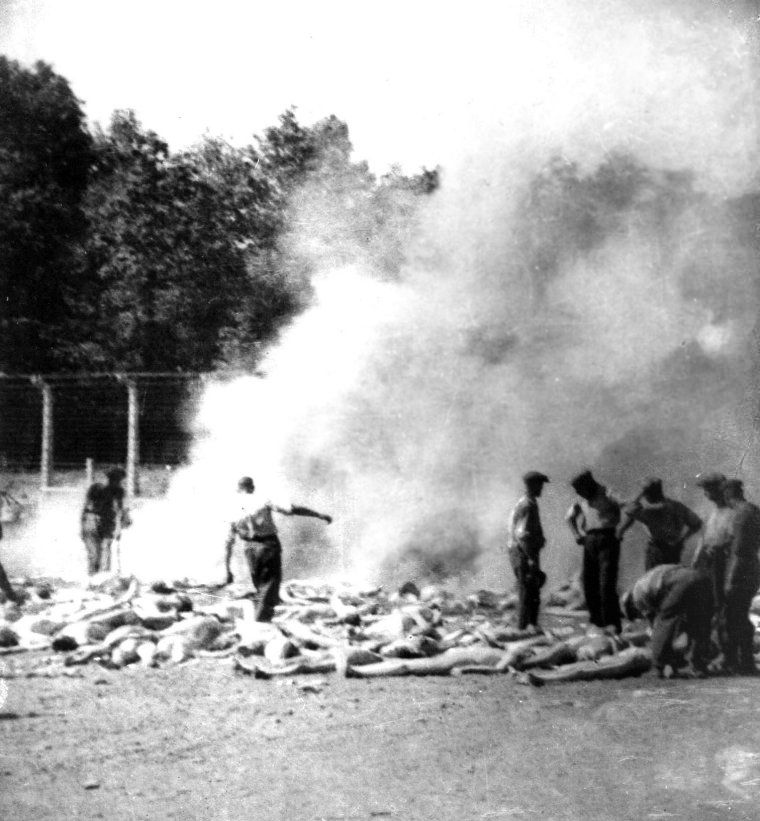
Аушвіц

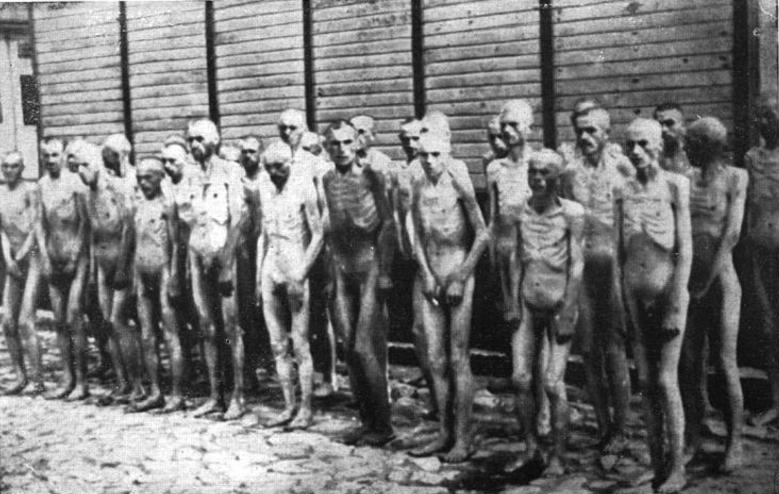
Радянські військовополонені у німецькому концтаборі

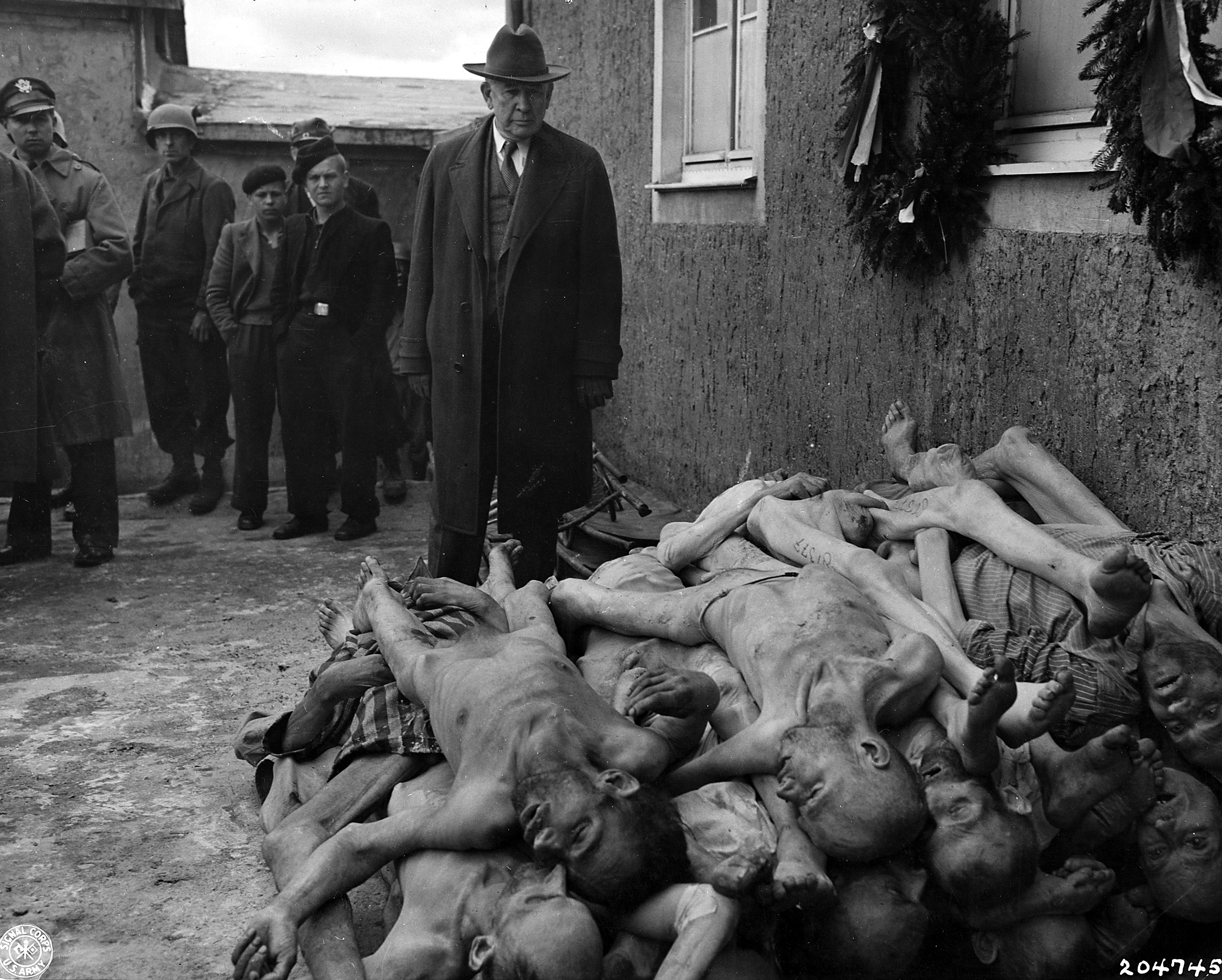
Бухенвальд

Після Голокосту, який було скоєно нацистською Німеччиною та її союзниками до і під час Другої світової війни, Лемкін успішно агітував за загальне визнання міжнародних законів, що визначають і забороняють геноцид. У 1946 перша сесія Генеральної Асамблеї Організації Об'єднаних Націй прийняла резолюцію, яка підтвердила, що геноцид є злочином за міжнародним правом, але не містила юридичного визначення цього злочину. У 1948 році Генеральна Асамблея ООН прийняла Конвенцію про запобігання і покарання за злочини геноциду (CPPCG), яка визначила злочин геноциду вперше.
«CPPC» прийнята Генеральною Асамблеєю ООН 9 грудня 1948 і набрала чинності 12 січня 1951 (резолюція 260 (III)). Вона містить міжнародно визнане визначення геноциду, яке було включене до національного кримінального законодавства багатьох країн, і також знайшло відображення в Римському статуті Міжнародного кримінального суду.
Стаття II Конвенції визначає геноцид як:
Перший проєкт Конвенції включав політичні вбивства, але ці положення були вилучені через наступні заперечення з боку деяких країн, включаючи СРСР, постійного члена Ради Безпеки, на знак політичного та дипломатичного компромісу.
СРСР стверджував, що визначення, що зазначені в Конвенції, повинні слідувати етимології терміна і, можливо, боявся більшої міжнародної уваги до власної «великої чистки». Інші країни побоювалися, що занесення політичних груп до дефініції призведе до міжнародного втручання у внутрішню політику. Однак провідний учений з питань геноциду William Schabas стверджує: «Ретельний розгляд не підтверджує популярне в літературі твердження, що спротив включенню політичного геноциду була радянською махінацією. Радянські погляди поділяла низка інших держав, для яких важко встановити будь-який географічній або соціальний спільний знаменник: Ліван, Швеція, Бразилія, Перу, Венесуела, Філіппіни, Домініканська Республіка, Іран, Єгипет, Бельгія і Уругвай. Виключення політичних груп обстоювалося неурядовими організаціями, Всесвітнім єврейським конгресом, що відповідало баченню природи злочину геноциду Рафаелем Лемкіним».
Мета та сфера застосування Конвенції була пізніше описана Радою Безпеки Організації Об'єднаних Націй таким чином:

### Конкретні положення

#### «Намір знищення»
У 2007 Європейський суд з прав людини (ЄСПЛ), виступив у своєму рішенні проти Джоргіча. Німеччина: "На час, коли заявник скоїв діяння у 1992 році, більшість дослідників дотримувались думки, що «намір геноциду знищити групу», відповідно до статті 220a Кримінального кодексу, має бути спрямований на біологічно-фізичне знищення захищеної групи. Проте, значна кількість дослідників дотримувалась думки, що поняття знищення групи у буквальному значенні є ширшим, ніж біологічно-фізичне знищення, і включає також знищення групи як соціальної спільноти.
У тій же постанові ЄСПЛ розглянув низку міжнародних і внутрішньодержавних судових рішень. Він зазначив, що Міжнародний кримінальний трибунал, що діяв у Югославії, та Міжнародний Суд погодився з вузькою інтерпретацією, що біолого-фізичне знищення було необхідне, щоб кваліфікувати дії як геноцид. ЄСПЛ також зазначив, що на момент винесення його рішення, окрім судів Німеччини, яка сприйняла широкий підхід до розуміння геноциду, були лише поодинокі випадки кримінального переслідування за геноцид на національному рівні у інших Державах-учасницях Конвенції, а також, що «Немає повідомлень про справи, у яких національні суди встановили б умисне знищення групи і, відповідно, вину у геноциді, тобто, коли б „намір знищити“ стосувався лише фізичного або біологічного знищення, або коли б він передбачав також знищення групи як соціальної спільноти».

#### «Частково»

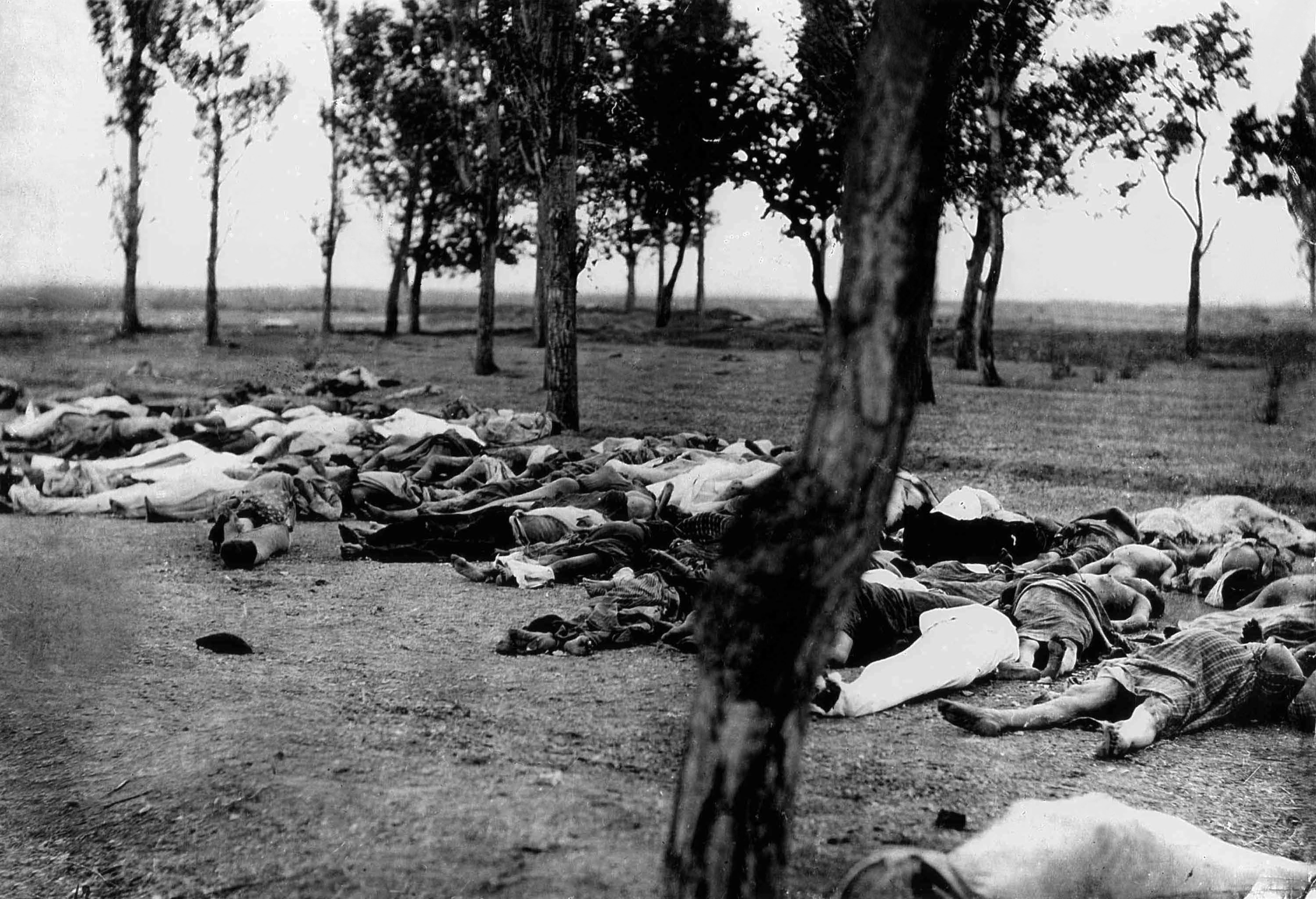
Жертви геноциду вірмен

Фраза «в цілому або частково» стала предметом численних дискусій між вченими міжнародного гуманітарного права. Міжнародний кримінальний трибунал Югославії виявив у «Prosecutor v. RadislavKrstic — TrialChamber I — Judgment — IT-98-33 (2001) ICTY8 (2 August 2001)», що геноцид мав місце. У «Prosecutor v. RadislavKrstic — AppealsChamber — Judgment — IT-98-33 (2004) ICTY 7» (19 квітня 2004) в пунктах 8, 9, 10 і 11 було розглянуто питання про «частковість» і виявлено, що частина повинна бути суттєвою досить суттєвою від всієї групи людей. Мета Конвенції про геноцид — запобігання навмисного знищення цілих людських груп, і частина, що є об'єктом посягання, повинна бути досить значна, щоб впливати на групу в цілому". Апеляційна палата вникає в подробиці про інші випадки і думки поважних коментаторів Конвенції, щоб пояснити, як вони прийшли до цього висновку.
Судді продовжують у пункті 12, «Визначення того, чи є цільова частина групи настільки істотною, щоб відповідати зазначеним вимогам, залежить від кількох умов. Чисельність цільової частини групи є необхідною і важливою відправною, хоча і не в усіх випадках кінцевою точкою розслідування. Кількість жертв повинна бути оцінена не тільки в абсолютному вираженні, але й у відношенні до загального розміру всієї групи. На додаток до чисельності постраждалої частини слід звернути увагу назначущість представників цієї частини. Якщо ця частина групи є символічна для загальної групи, або має важливе значення для її виживання, то ця частина кваліфікується як „істотна“ у розумінні статті 4 [Статуту Трибуналу].»
У пункті 13 судді підняли питання про доступ злочинців до жертв: Історичні приклади геноциду також передбачають, що слід взяти до уваги сферу діяльності та можливості контролю, що належать злочинцям… Намір знищити, що формується у них, завжди буде обмеженим наявною у них можливістю. Хоча сам по собі цей фактор не свідчить, чи є істотною група жертв, у поєднанні з іншими факторами він може допомогти аналізу.

### Набуття чинності Конвенції про геноцид
Конвенція набула чинності на міжнародному рівні 12 січня 1951 після того, як мінімум 20 країн стали її учасницями. У той час, однак, тільки два з п'яти постійних членів Ради Безпеки ООН стали учасниками договору: Франція і Китайська Республіка. Радянський Союз ратифікував у 1954 році, Велика Британія в 1970 році і Сполучені Штати в 1988 році, Китайська Народна Республіка у 1983 р. Ця тривала затримка у підтримці Конвенції з боку найбільш могутніх країн світу робила Конвенцію слабкою протягом більше чотирьох десятиліть. Тільки в 1990-і роки міжнародне право про злочин геноциду набуло повноцінної сили.

### Рада Безпеки ООН про геноцид
Резолюція № 1674, прийнята Радою Безпеки Організації Об'єднаних Націй від 28 квітня 2006 року, «підтверджує положення пунктів 138 і 139 підсумкового документа Всесвітнього саміту 2005 року, що стосуються відповідальності щодо захисту народів від геноциду, воєнних злочинів, етнічних чисток і злочинів проти людяності». Після резолюції Рада почала діяти в напрямку захисту цивільних осіб під час збройному конфлікті.

### Національне право
Відтоді як Конвенція набула чинності в січні 1951 р. близько 80 держав-членів Організації Об'єднаних Націй прийняли законодавство, що інкорпорує положення CPPCG в їх національне право.

## Критика Конвенції й інші протиріччя визначення ґеноциду
Вільям Шабас припустив, що постійний орган, який, як
це рекомендовано у звіті Уїтакера, контролював би імплементацію Конвенції про геноцид і вимагав від держав надавати звіти про впровадження Конвенції (наприклад, як ті, що були включені в Факультативний протокол Організації Об'єднаних Націй до Конвенції проти катування), зробить Конвенцію більш ефективною.
В 1998 Курт Джонассон і Карін Бйорнсон заявили, що Конвенція була дипломатичним компромісом. Таким чином формулювання договору не підходить як дослідницький інструмент, і, хоча воно використовується для цієї мети, з огляду на наявність у нього міжнародно-правової достовірності, якої бракує аналогам, проте існують і інші дефініції. Джонассон і Бйорнсон продовжують стверджувати, що жодне  альтернативне визначення не отримало широкої підтримки в силу різних причин.
Джонассон і Бйорнсон припускають, що жодне загальноприйняте визначення геноциду не з'явилося тому, що вчені скорегували свою увагу, щоб підкреслити різні періоди і знайшли доцільним використовувати кілька різних визначень, щоб допомогти їм інтерпретувати події. Наприклад, Франк Чолк і Курт Джонассон вивчали всю людську історію, в той час як Лео Купер і РД Руммель у більш ранніх роботах — тільки 20-те століття, і Хелен Фейн, Барбара Харфф і Тед Гурр вивчали події після Другої світової війни. Джонасон і Бйорнсон критикують деякі з цих досліджень, стверджуючи, що вони занадто експансивні, і роблять висновок, що академічна дисципліна, що досліджує геноцид, занадто молода, щоб мати принцип роботи, на якому будується академічна парадигма.
Виключення соціальних та політичних груп як жертв геноциду в дефініції Конвенції критикується деякими істориками та соціологами. Зокрема, М. Хасан Какар у своїй книзі «Радянське вторгнення та відповідь Афганістану», 1979—1982 стверджує, що міжнародне визначення геноциду занадто обмежене, і те, що воно повинно включати політичні групи чи інші групи, які визнаються такими нападниками, і цитує Чака та Джонасон: "Геноцид — це форма одностороннього масового вбивства, в яких держава або інша влада має намір знищити групу, де держава та її члени визначаються злочинцями. "У той час, як існують різні визначення терміна, Адам Джонс стверджує, що більшість дослідників геноциду вважають, що «намір знищити» є обов'язковою умовою кваліфікації акту геноциду і що зростає визнання щодо включення критерію фізичного знищення.
Барбара Харфф і Тед Гурр визначають геноцид, як "заохочення і здійснення заходів з боку держави або її агентів, що призводять до знищення значної частини групи … [коли] група жертв визначається насамперед за допомогою національних ознак, тобто, етнічного походження, релігії чи національності. "Харфф і Гурр також розрізняють геноцид і політицид за ознаками, за якими членів групи ідентифікує держава. У випадку геноциду, переслідувані групи визначаються насамперед з точки зору їх національних ознак, тобто, етнічного походження, релігії чи національності. У випадку політициду групи потерпілих визначаються в першу чергу з точки зору їх ієрархічного становища чи політичної опозиції щодо режиму чи домінуючої групи. Даніель Д. Полсбі і Дон Б. Кейтс молодший стверджують, що «… ми підтримуємо Харффове розрізнення між геноцидом і „погромом“, які вона описує як короткоживучі напади натовпу, які не дивлячись на часте потурання з боку влади, рідко триває довго. Якщо насильство триває протягом досить довгого періоду, Харфф стверджує, що різниця між потуранням і співучастю зникає».
За Руммелем, геноцид має 3 різних значення. Звичайний сенс — вбивство людей урядом через їх національну, етнічну, расову чи релігійну приналежність. Правовий зміст геноциду встановлюється міжнародною угодою: «Конвенція про запобігання та покарання злочину геноциду». Це поняття охоплює не тільки вбивства, а й ліквідації груп, шляхом запобігання дітородіння, або насильну передачу дітей з однієї групи в іншу. Узагальнений зміст геноциду схожий на звичайне значення, але також охоплює вбивства урядом політичних опонентів чи інакші умисні вбивства. Щоб уникнути плутанини щодо значення терміна, Руммель для третього варіанту розуміння створив термін «демоцид».
Підкреслюючи можливості державних і недержавних суб'єктів вчиняти геноцид в XXI столітті (наприклад, у державах, що розпадаються, або придбання зброї масового знищення недержавними суб'єктами), Адріан Галлахер визначає геноцид, як: «Ситуацію, коли носій колективної влади (зазвичай держава) цілеспрямовано використовує опору своєї влади, щоб реалізувати процес знищення групи (як вона визначається злочинцем), в цілому або в значній частині, залежно від відносного розміру групи». Визначення передбачає центральне місце наміру, багатовимірне розуміння знищення, розширює визначення групової ідентичності порівняно з визначенням 1948 р., а також стверджує, що має бути знищена істотна частина групи перш ніж це може бути класифіковано як геноцид (залежно від відносного розміру групи).
Основною критикою щодо реакції міжнародної спільноти на геноцид в Руанді було те, що вона реагувала на наслідки подій, замість того, щоб попередити їх. Міжнародне співтовариство розробило механізм для судового переслідування осіб, винних у геноциді, але не проявило волі до втручання у припинення геноциду. Критики вказують щодо в Дарфурі: якщо і припустити, що хтось буде визнаний винним у геноциді після цього конфлікту шляхом розслідування в Міжнародному кримінальному суді або в ad hoc Міжнародному кримінальному трибуналі, це лише підтвердить зазначене враження.
Автором багатьох робіт про геноцид та злочини проти людяності, включаючи, «Зло геноциду: нариси і роздуми» (The Scourge of Genocide: Essays and Reflections; Раутледж, 2013) є канадський вчений Адам Джонс.

## Міжнародне розслідування геноциду

### За участю спеціальних трибуналів

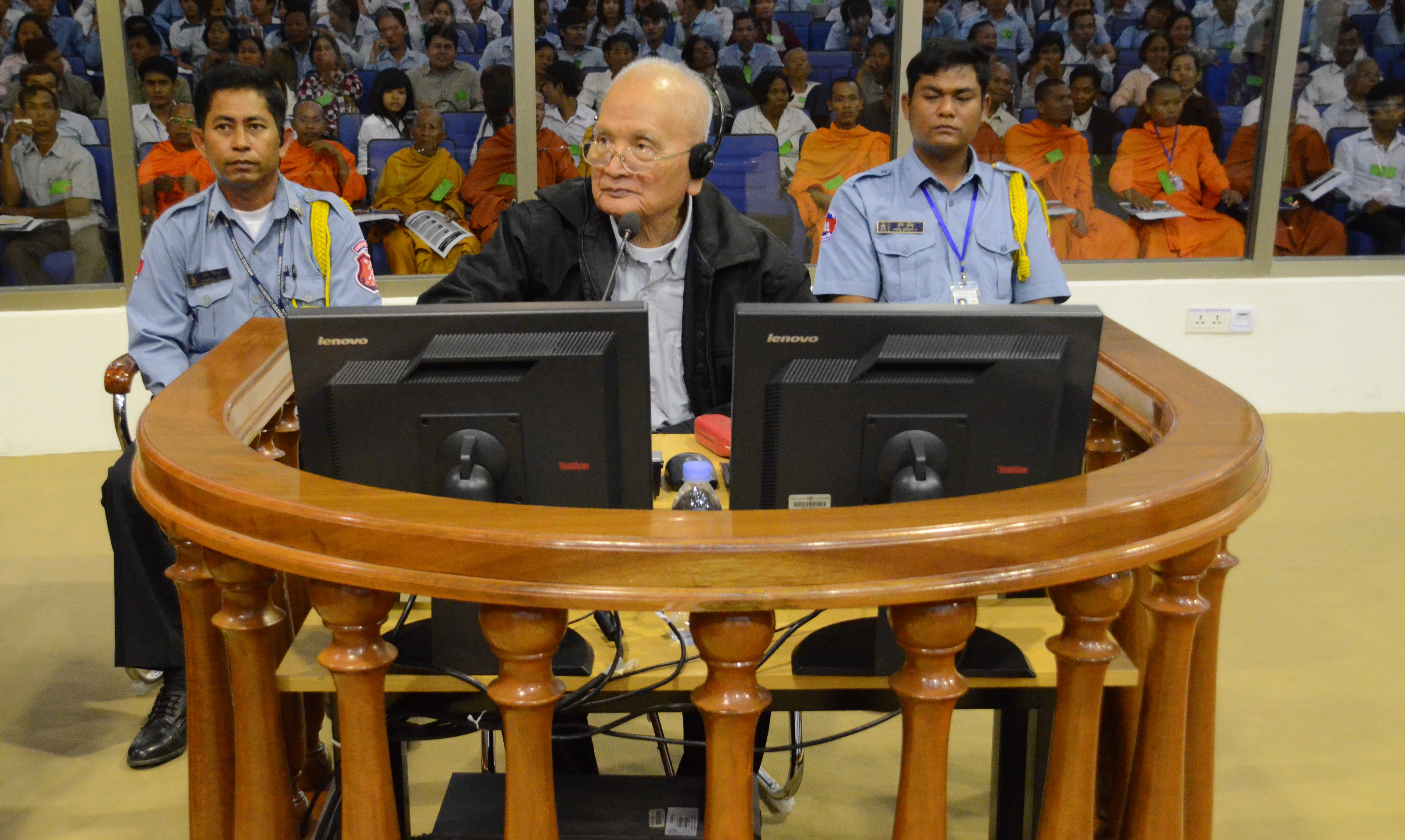
Нуон Чеа, головний ідеолог червоних кхмерів, до Камбоджійского геноцидного трибуналу 5 грудня 2011.

Від усіх підписантів Конвенції вимагається запобігати і карати акти геноциду, як в мирний, так і у воєнний час, хоча деякі перешкоди роблять реалізацію цих вимог складною. Зокрема, деякі з підписантів, а саме, Бахрейн, Бангладеш, Малайзія, Філіппіни, Сінгапур, США, В'єтнам, Ємен і колишня Югославія, підписали договір з умовою, що без їх згоди проти них до Міжнародного Суду не може бути подано ніяких претензій з приводу геноциду. Незважаючи на офіційні протести з боку інших підписантів (зокрема, Кіпру та Норвегії) щодо етичних та правових підстав цих застережень, імунітет від судового переслідування, що вони надають, застосовується час від часу, як у випадку, коли Сполучені Штати відмовилися визнавати можливість висунення звинувачень у геноциді проти них колишньою Югославію після війни в Косово 1999 р. Прийнято вважати, що, принаймні з часів Другої світової війни, геноцид є незаконним відповідно до звичаєвого міжнародного права як імперативна норма, так само як і відповідно до міжнародного договірного права. Акти геноциду, як правило, загалом важко довести в ході судового переслідування, тому що потрібно встановити зв'язок відповідальності. Міжнародні кримінальні суди і трибунали працюють в першу чергу тому, що відповідні держави нездатні або не бажають переслідувати злочини такої величини самі.

#### Нюрнберзький трибунал (1945—1946)
Через загальне визнання у міжнародному праві, яке з підписанням Конвенції про запобігання та покарання за злочин геноциду в 1948 році визначило та заборонило геноцид, злочинці, які були притягнуті до відповідальності після війни в міжнародних судах за участь у Голокості, були визнані винними у скоєнні злочинів проти людяності та інших більш конкретних злочинів, таких як вбивства. Тим не менше, Голокост за загальним визнанням був геноцидом і термін, запропонований за рік до того Р. Лемкіним, з'явився в обвинувальному висновку щодо 24 нацистських лідерів, у його графі 3, де говориться, що всі обвинувачені "проводили умисний і систематичний геноцид, а саме, знищення расових і національних груп … "

#### Міжнародний кримінальний трибунал щодо Югославії (з 1993 по теперішній час)
Термін Боснійський геноцид використовується щодо геноциду, вчиненого сербськими силами у Сребрениці у 1995, або щодо етнічних чисток, що мали місце протягом боснійської війни 1992—1995 рр.
У 2001 Міжнародний кримінальний трибунал по колишній Югославії (МТКЮ) вирішив, що різанина 1995 року в Сребрениці була актом геноциду.
26 лютого 2007 Міжнародний Суд у справі щодо боснійського геноциду підтримав рішення МКТЮ, що різанина в Сребрениці та Жепиє визнається геноцидом, але також виявив, що сербський уряд не брав участі в більш широкому геноциді на території Боснії і Герцеговини під час війни, як це стверджував уряд Боснії.
12 липня 2007 Європейський суд з прав людини при відхиленні апеляції Ніколи Джоргича на його засудження за геноцид німецьким судом (Jorgic v. Germany) зазначив, що широке тлумачення геноциду німецьких судів з тих пір були відхилені міжнародними судами, які розглядали аналогічні справи. ЄСПЛ також зазначив, що в 21-му столітті «більшість учених дотримується думки, що етнічні чистки, як вони були проведені сербськими силами в Боснії і Герцеговині, щоб вигнати мусульман і хорватів з їхніх будинків, не є геноцидом. Тим не менш, є також значне число вчених, які вважають, що ці акти були геноцидом.»
Близько 30 особам були пред'явлені звинувачення за участь у геноциді або співучасті в геноциді на початку 1990-х у Боснії. На сьогодні, після кількох угод про визнання вини і кількох обвинувальних вироків, що були успішно оскаржені в апеляції, двоє чоловіків, Vujadin Popović та Ljubiša Beara, були визнані винними у вчиненні геноциду, Здравко Толимир був визнаний винним у скоєнні геноциду та змові з метою здійснення геноциду, а два інших, Радислав Крстич і Драго Ніколіч, були визнані винними в пособництві і підбурюванні до геноциду. Троє інших були визнані винними в участі в геноцидах в Боснії німецькими судами, один з яких, Нікола Джоргич, програв скаргу на свій обвинувальний вирок в Європейському суді з прав людини. Ще вісім осіб, колишніх членів боснійсько-сербських сил безпеки, були визнані винними в геноциді в Державному суді Боснії і Герцеговини.
Слободан Милошевич, як колишній президент Сербії і Югославії, був найстаршим політичним діячем, що постав перед судом в МТКЮ. Він помер 11 березня 2006 в ході судового розгляду, де він був звинувачений у геноциді або співучасті в геноциді на територіях в межах Боснії і Герцеговини, тож вирок не був ухвалений. У 1995 році МТКЮ видав ордер на арешт боснійських сербів Радована Караджича і Ратко Младича на підставі кількох звинувачень, включаючи геноцид. 21 липня 2008 Караджич був заарештований в Белграді, на даний час він в Гаазі, де його судять і за інші злочини. Ратко Младич був заарештований 26 травня 2011 р. сербською спеціальною поліцією в Лазарево, Сербія.

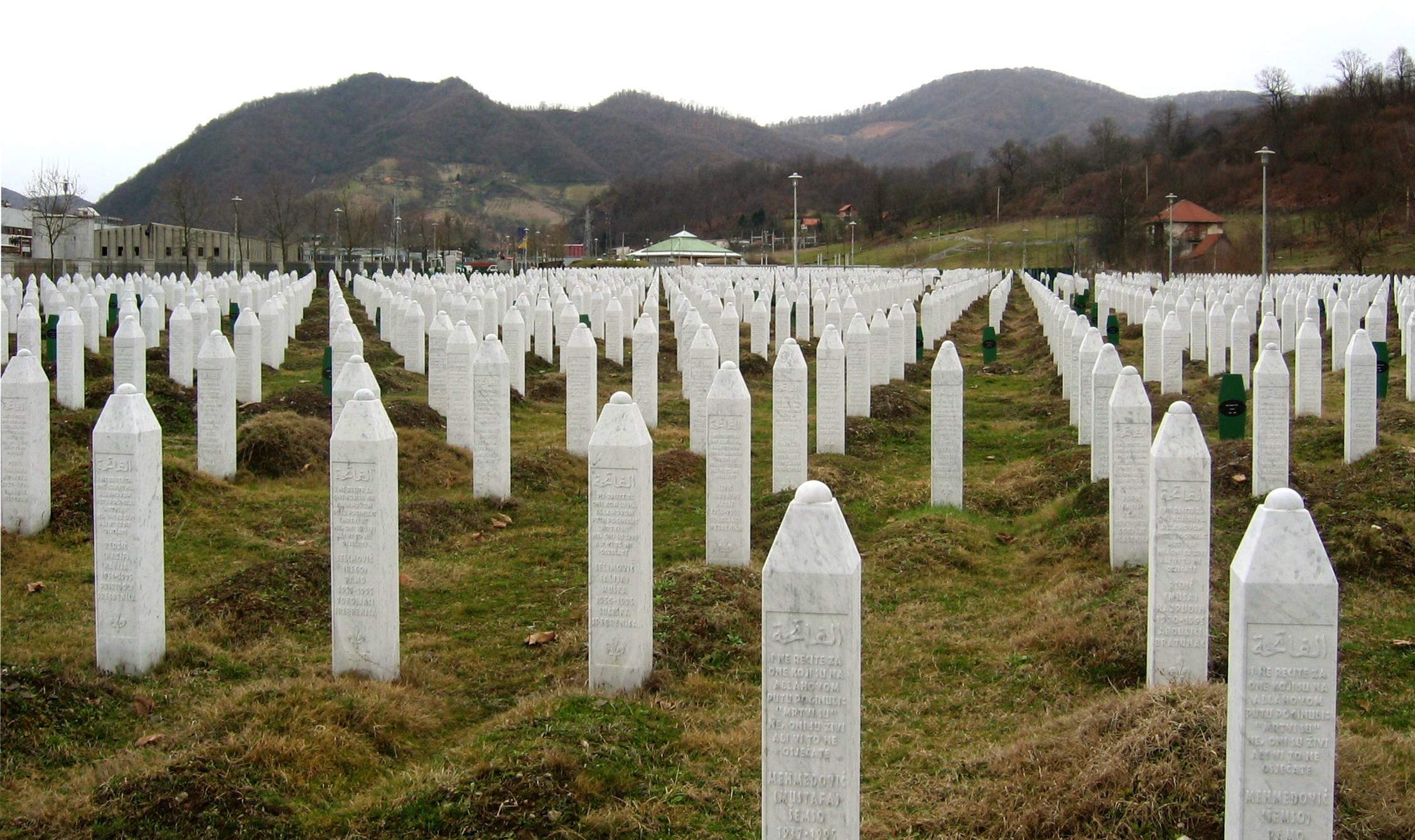
Кладовище в Сребрениці-Потокар — Меморіал і цвинтар жертв Геноциду
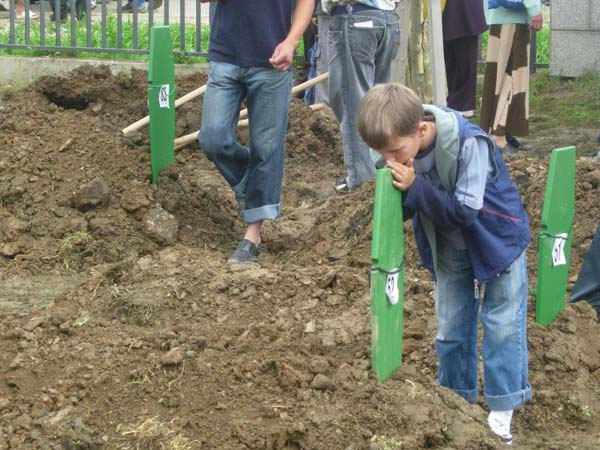
Хлопчик, біля могили протягом похорони жертв геноциду (2006)
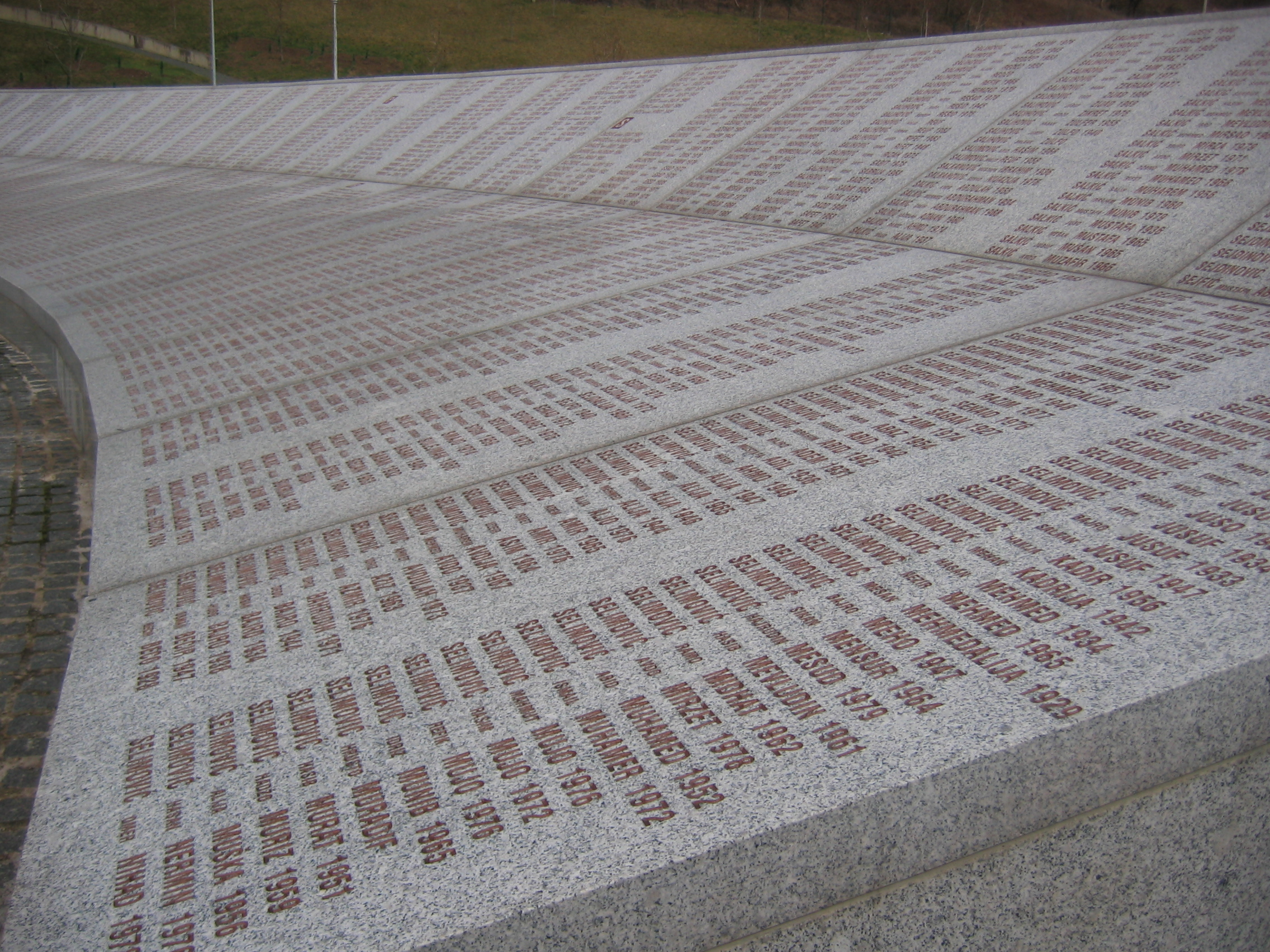
Імена жертв у меморіалі в Поточарах
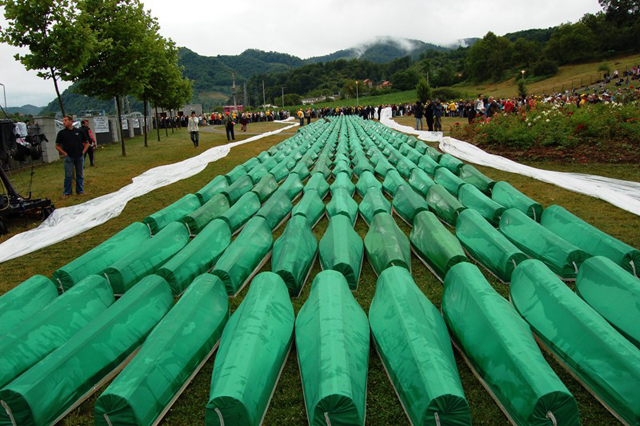
Поховання 465 ідентифікованих жертв різанини (2007)

#### Міжнародний кримінальний трибунал у Руанді (з 1994 по теперішній час)
Міжнародний трибунал щодо Руанди (МКТР) - це суд під егідою Організації Об'єднаних Націй, створений для судового переслідування за злочини геноциду, вчинені в Руанді у квітні 1994 року, починаючи з 6 квітня. МКТР був створений 8 листопада 1994 Радою Безпеки Організації Об'єднаних Націй, щоб судити людей, відповідальних за акти геноциду та інші серйозні порушення міжнародного права, виконані на території Руанди, або в сусідніх державах, з 1 січня до 31 грудня 1994 року.
До цього часу МКТР закінчив дев'ятнадцять розслідувань і визнав винними двадцять сім обвинувачених. Станом на 14 грудня 2009 року ще двоє людей були звинувачені і засуджені за свої злочини. Ще двадцять п'ять чоловік все ще перебувають під судовим слідством. Двадцять одна людина очікує суд під вартою, ще двоє додалися 14 грудня 2009 р. Десять людей досі перебувають на волі. Перший судовий процес, над Жаном-Полем Акайесу, почався в 1997 р., а вже в жовтні 1998 року Акайесу був засуджений до довічного ув'язнення, а Жан Камбанда (тимчасовий прем'єр-міністр), визнав себе винним.

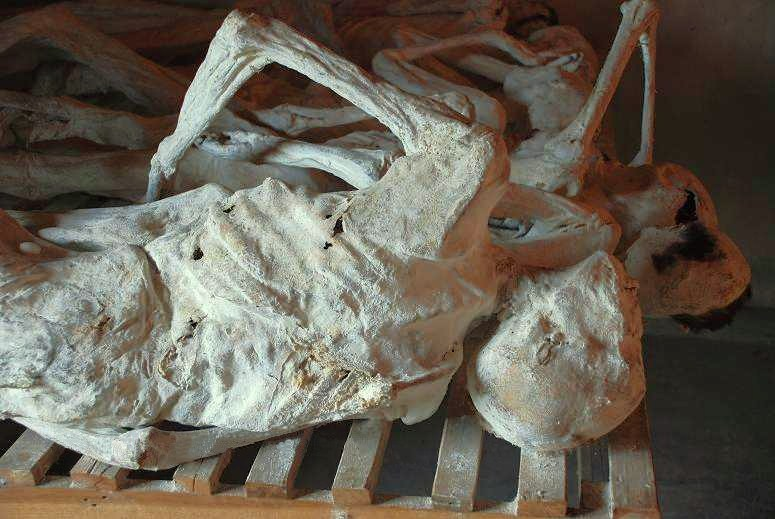
Жертви геноциду в Руанді
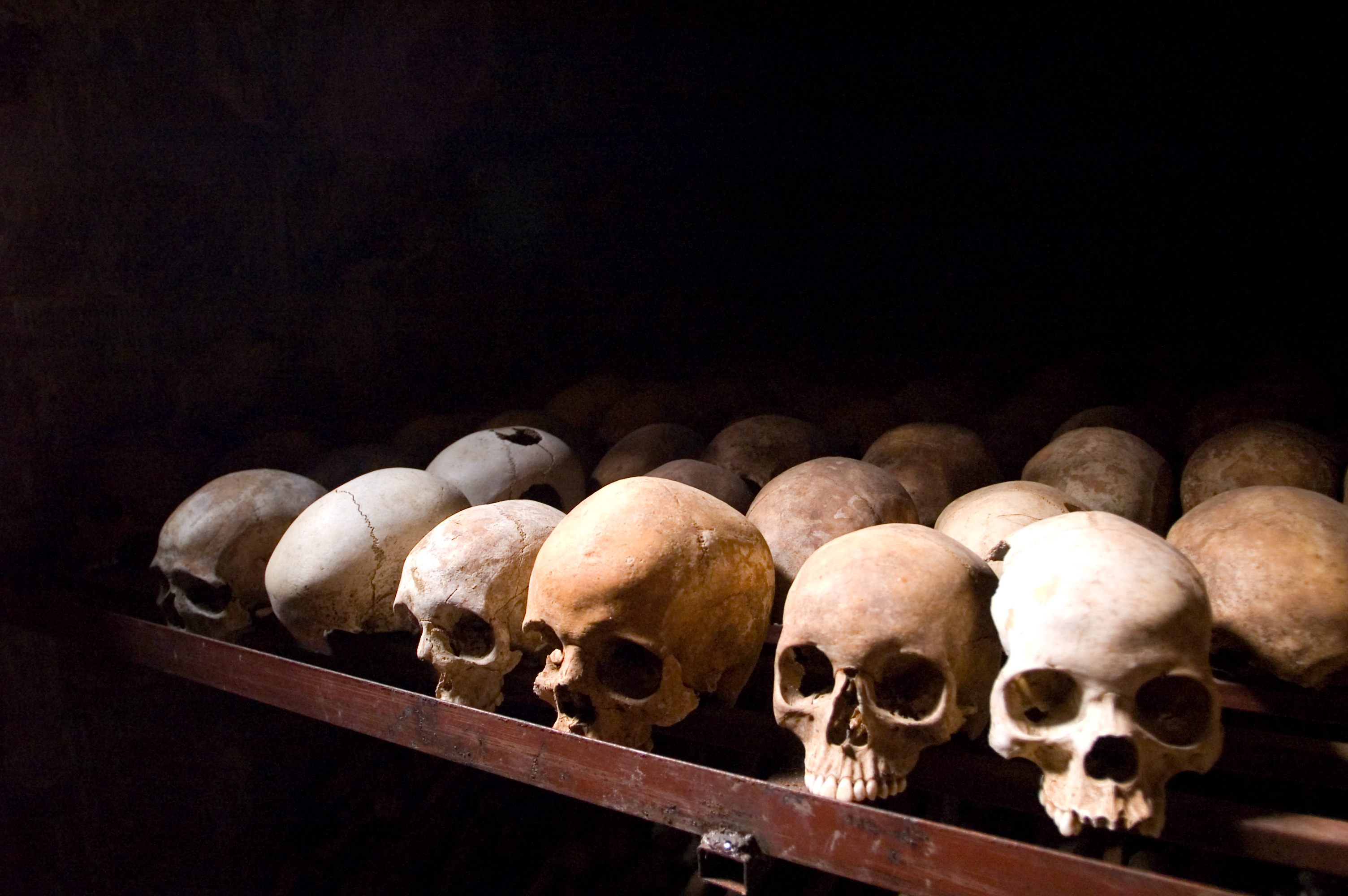
Жертви геноциду в Руанді
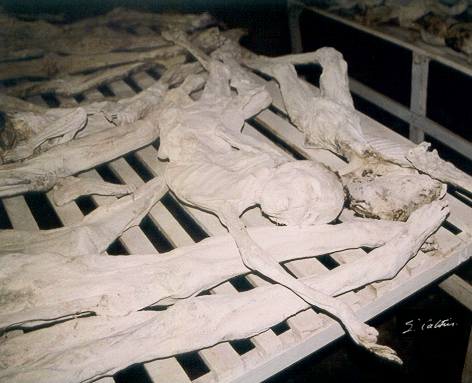
Жертви геноциду в Руанді
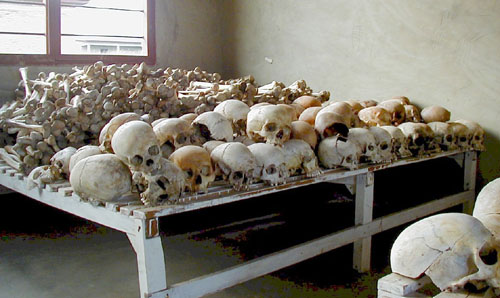
Кістки загиблих у Мурабі
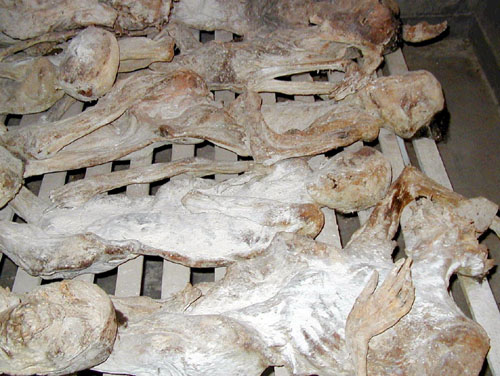
Тіла загиблих у музеї в Муранді

#### Надзвичайні палати в судах Камбоджі (2003-)
Червоні кхмери на чолі з Пол Потом, Та Моком та іншими лідерами організували масове вбивство ідеологічно переслідуваних груп. Загальне число жертв оцінюється приблизно в 1,7 млн камбоджійців між 1975—1979, у тому числі від рабської праці.
6 червня 2003 між урядом Камбоджі й ООН досягнута домовленість про створення надзвичайних палат в судах Камбоджі (ЧПСК), які будуть зосереджуватися виключно на злочинах, вчинених найвисокопоставленішими чиновниками червоних кхмерів.
Судді дали присягу на початку липня 2006 року.
Звинувачення в геноциді пов'язані з вбивствами в'єтнамських і тямських меншин Камбоджі, які за оцінками складають десятки тисяч убивств і більше.
Слідчим суддям 18 липня 2007 р. були представлені імена п'яти можливих підозрюваних.
- Канг Кек Ієу був офіційно звинувачений у воєнних злочинах і злочинах проти людяності. Був затриманий трибуналом 31 липня 2007, пізніше засуджений за звинуваченнями у воєнних злочинах і злочинах проти людяності 12 серпня 2008.[67] Його скаргу на його засудження за воєнні злочини і злочини проти людяності було відхилено 3 лютого 2012, і він відбуває покарання у вигляді довічного позбавлення волі.[68]
- Нуон Чеа, колишній прем'єр-міністр, був засуджений за звинуваченням у геноциді, воєнних злочинах, злочинах проти людяності і низці інших злочинів. Згідно з законодавством Камбоджі 15 вересня

2010 він був переведений в розпорядження ЧПСК 19 вересня 2007. Суд щодо нього, який ще триває, почався 27 червня 2011.
- Хіу Самфан, колишній глава держави, був засуджений за звинуваченням у геноциді, воєнних злочинах, злочинах проти людяності і низці інших злочинів, передбачених камбоджійським правом 15 вересня

2010. Він був переведений в розпорядження ЧПСК 19 вересня 2007. Суд над ним триває, почавшись 27 червня 2011.
- Ієнг Сарі, колишній міністр закордонних справ, був засуджений за звинуваченням у геноциді, воєнних злочинах, злочинах проти людяності і низці інших злочинів згідно із законодавством

Камбоджі 15 вересня 2010. Він був переведений в розпорядження ЧПСК 12 листопада 2007. Його судовий процес розпочався 27 червня 2011 року і закінчився смертю 14 березня 2013. Він не був засуджений.
- Іенг Тіріт, колишній міністр з соціальних

питань і дружина Іенга Сари, була засуджена за звинуваченням у геноциді, воєнних злочинах, злочинах проти людяності і низці інших злочинів. Згідно із законодавством Камбоджі 15 вересня 2010 вона була переведена в розпорядження ЧПСК. 12 листопада 2007, справу проти неї було припинено в очікуванні оцінки стану здоров'я.
Між деякими юристами-міжнародниками і камбоджійським урядом виникали розбіжності з приводу того, чи мають бути піддані Трибуналу які-небудь інші люди.

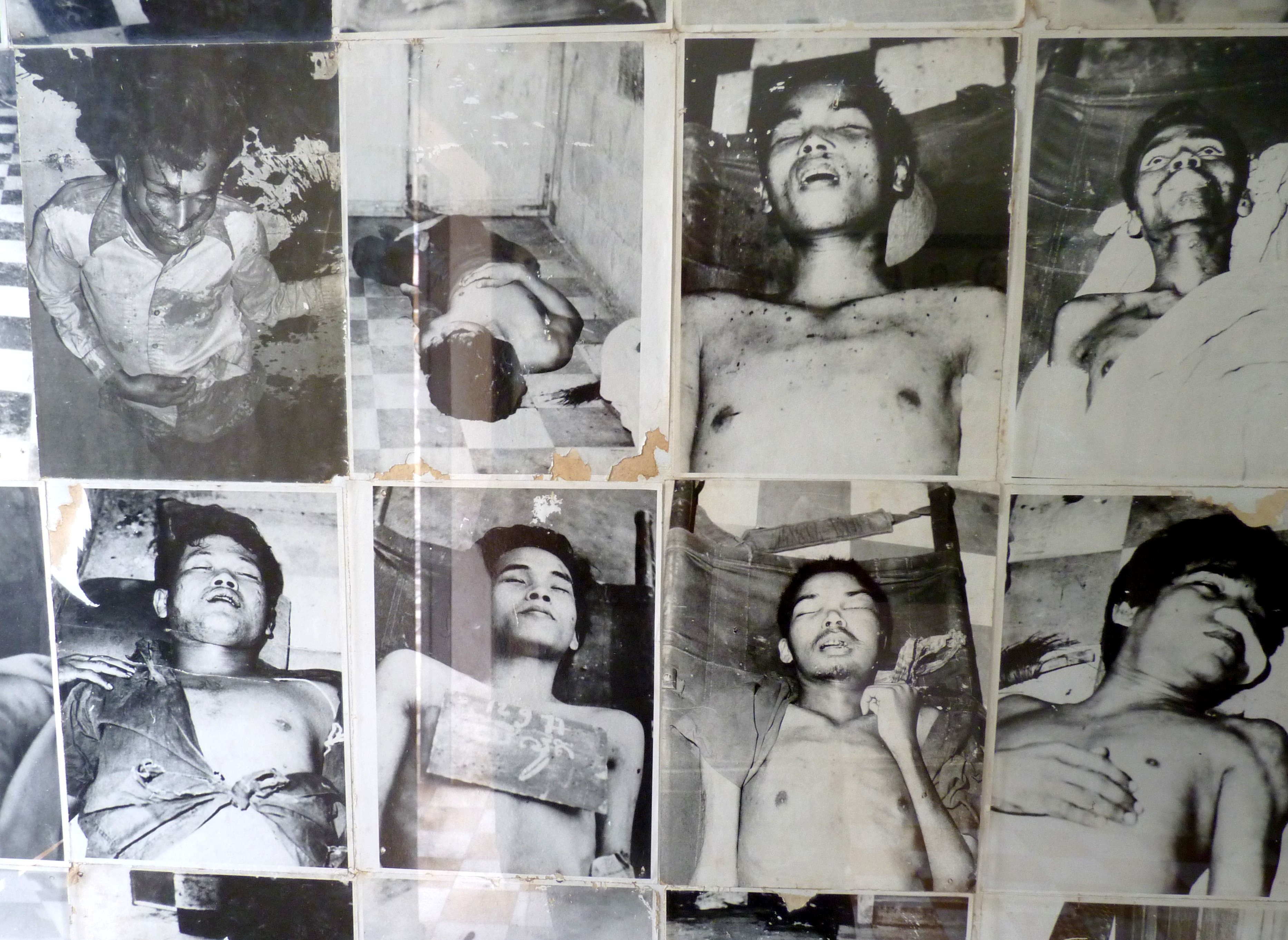
Кімнати музею Туол Сленг містять тисячі фотографій, зроблених червоними кхмерами, які фотографували своїх жертв
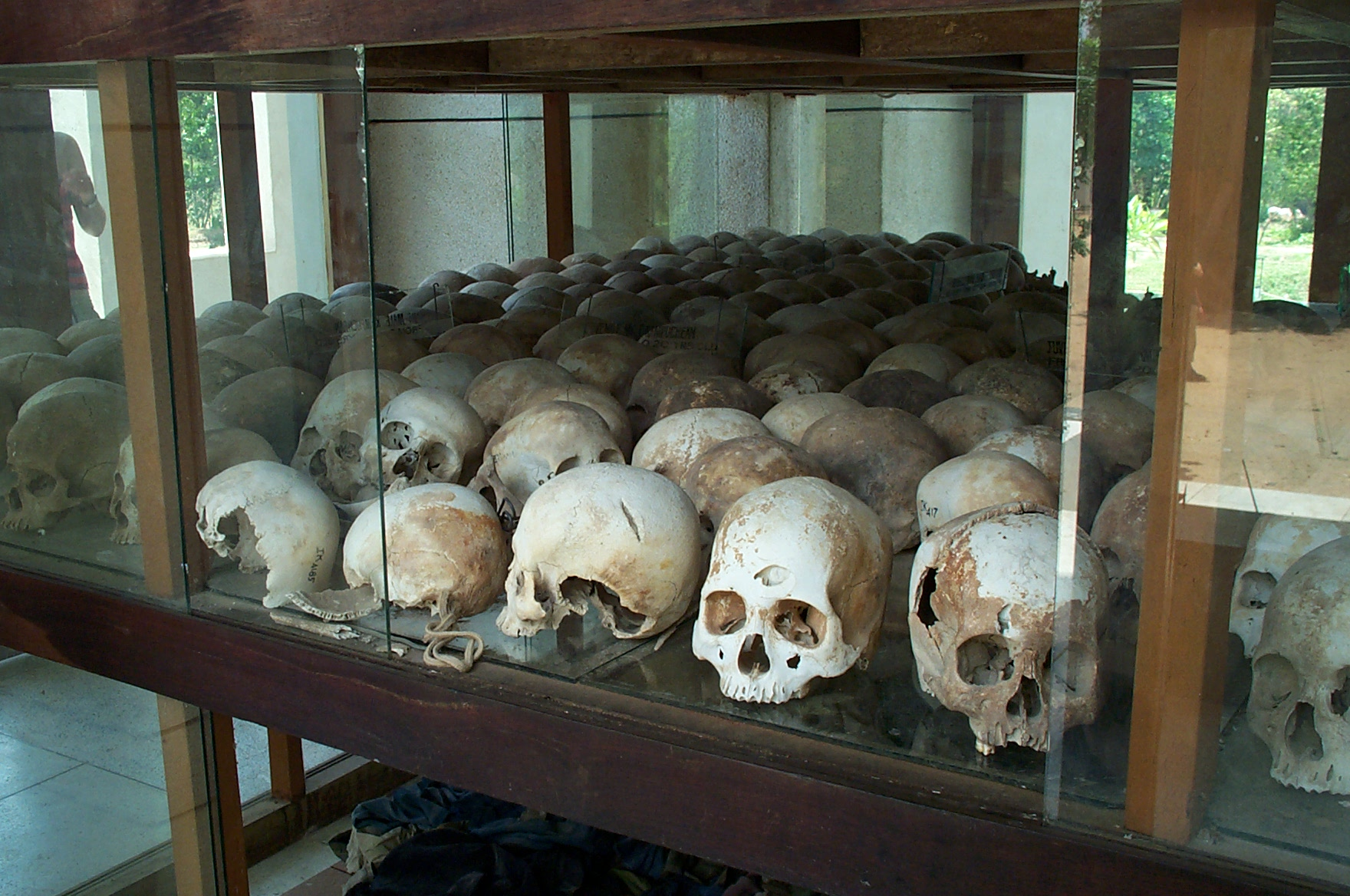
Черепи в Чуенг Ек
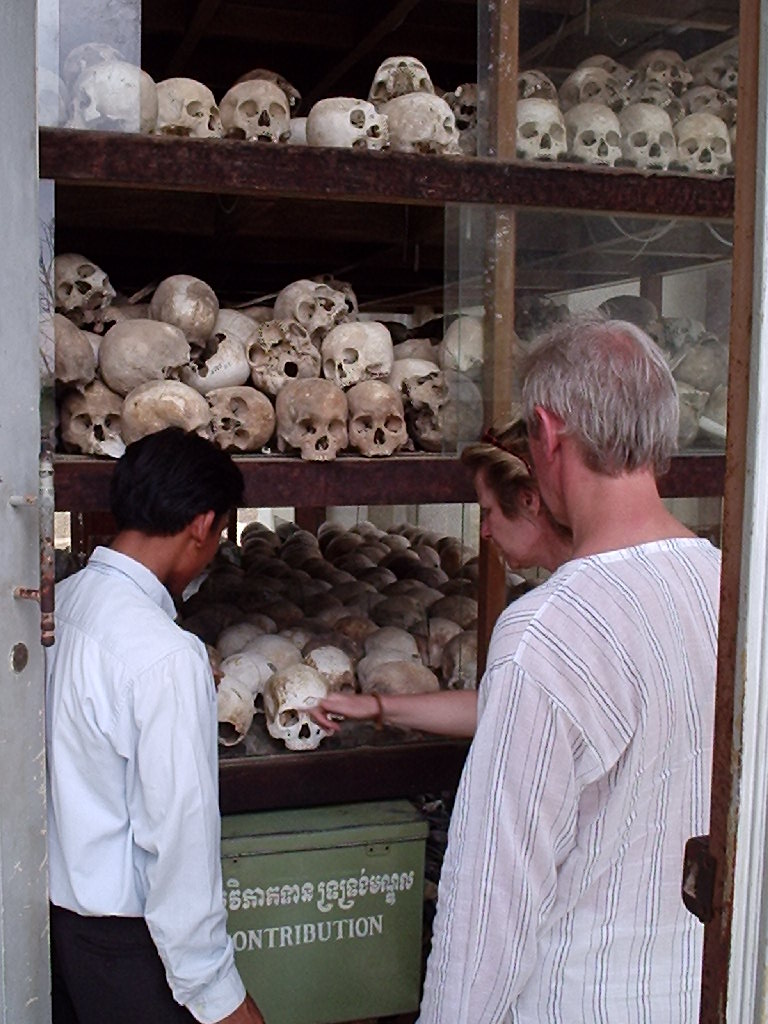
Черепи в Чуенг Ек

### Міжнародний кримінальний суд
Починаючи з 2002, Міжнародний кримінальний суд може здійснювати свою юрисдикцію, якщо національні суди не хочуть або не в змозі розслідувати геноцид, виступаючи таким чином «судом останньої інстанції», залишаючи основну відповідальність за здійснення юрисдикції щодо ймовірних злочинців окремим державам. Через проблеми США з визнанням юрисдикції МКС Сполучені Штати бажають продовжувати використання спеціально скликаних міжнародних трибуналів для таких розслідувань і потенційних переслідувань.

## Геноцид українців
Стосовно української людності політика геноциду й етноциду активно здійснювалася у XX ст. Ознаки геноциду мають дії урядів різних країн стосовно кримських татар, українських німців, українських поляків, українських циган, українських греків, українських болгар, українських росіян. Але наймасовішим було вбивство голодом етнічних українців СРСР (в УРСР та РРФСР) у 1932—1933 роках. Це тривалий час замовчувалося і не визнавалося. Тепер про нього більше дізналися широкі верстви українського суспільства. Голодомор поволі визнається іншими націями саме геноцидом. Інший геноцид на території Європи, що призвів до масових жертв, вчинено стосовно євреїв, зокрема українських євреїв. Він відбувався в інший спосіб (розстріл, спалення) і відомий як «голокост». Отже, обидва наймасовіші геноциди у Європі XX ст. відбувалися на території сучасної України стосовно українських громадян (української нації).
Сучасна Російська Федерація не визнає злочинних дій уряду Радянського Союзу стосовно українців. Антиукраїнська політика в різних суспільно-політичних умовах за різних міжнародно-політичних обставин проявляється по-різному: раніше — у цілеспрямованій організації голодомору, тепер — в його невизнанні..
9 липня 2025 року Велика Палата Європейського суду з прав людини (ЄСПЛ) визнала геноцид українців з боку Російської Федерації. Це рішення підтверджує системні та масові порушення прав людини з боку Росії, як на окупованих територіях Донбасу з 2014 року, так і під час повномасштабного вторгнення в Україну з лютого 2022 року.

## Коріння геноциду
Коренями геноциду є уявлення про від природи дану чи історично сформовану суспільну нерівність етнічних, расових, релігійних, культурних, мовних, територіальних, соціально-класових та інших груп і спільнот, а також бажання збільшити життєво важливий природний чи суспільний ресурс однієї спільноти (групи) за рахунок іншої.
Одні народи вважаються богообраними, історичними, месіанськими, призначеними для панування над іншими, інші — небогообраними, неісторичними, немесіанськими, призначеними для підлеглості іншим. На основі таких уявлень будуються різні ідеї, гіпотези, концепції, теорії, вчення, що обґрунтовують правомірність, доцільність чи необхідність знищення в той чи інший спосіб певної суспільної групи, виправдовують і схвалюють геноцид.

## Історія геноциду
Історія геноциду — 1) напрямок історичних досліджень, що розвивається в Україні і світі, 2) реальні події суспільного буття, що класифікуються як явище геноциду.
Геноцид здійснювався в різних частинах світу і в різні часи. Упродовж останніх 100 р. до найчисельніших жертв геноцид призвів на територіях тоталітарних політичних режимів (зокрема, в умовах нацистської Німеччини, комуністичних СРСР, Китаю, Кампучії, під час правління Саддама Хусейна в Іраку, в Османській імперії в часи Першої світової війни). Упродовж останніх десятиліть, у 1980—1990 рр. геноцид учинявся під час т. зв. «етнічних воєн» та «етнічних чисток» в Африці, Азії та Європі. Найближчі до України території, де нещодавно провадилася політика геноциду — боснійсько-герцеговинська частина колишньої СФРЮ та кавказький регіон колишнього СРСР. Одним із напрямів зовнішньої політики України є запобігання геноцидові.

## Гібридний геноцид
Такий геноцид не застосовує масових розстрілів, проте супроводжується примусом людей до депортації, порушенням їх основних прав та безправ'ям у державі.

### Юридичні дослідження
- Кваліфікація Голодомору 1932—1933 рр. в Україні як злочину геноциду і постанова Апеляційного суду м. Київ від 13 січня 2013 р. / В. Василенко // Мандрівець. — 2013. — № 6. — С. 7-9.
- Голодомор 1932—1933 років в Україні як геноцид української нації: суб'єктивна сторона злочину / М. Антонович // Мандрівець. — 2013. — № 6. — С. 4-8.
- Чи можна кваліфікувати Голодомор 1932—1933 років в Україні та на Кубані як геноцид?/ Є. Захаров/ Видання друге, виправлене та доповнене / ГО «Харківська правозахисна група». — Харків: ТОВ «Видавництво рава людини», 2015. — 52 с.